# 訃報 2004年12月
訃報 2004年12月（ふほう 2004ねん12がつ）では、2004年（平成16年）12月中に物故した、又は物故が報じられた人物についてまとめる。

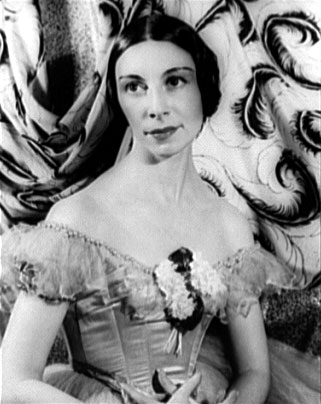
アリシア・マルコワ／12月2日没

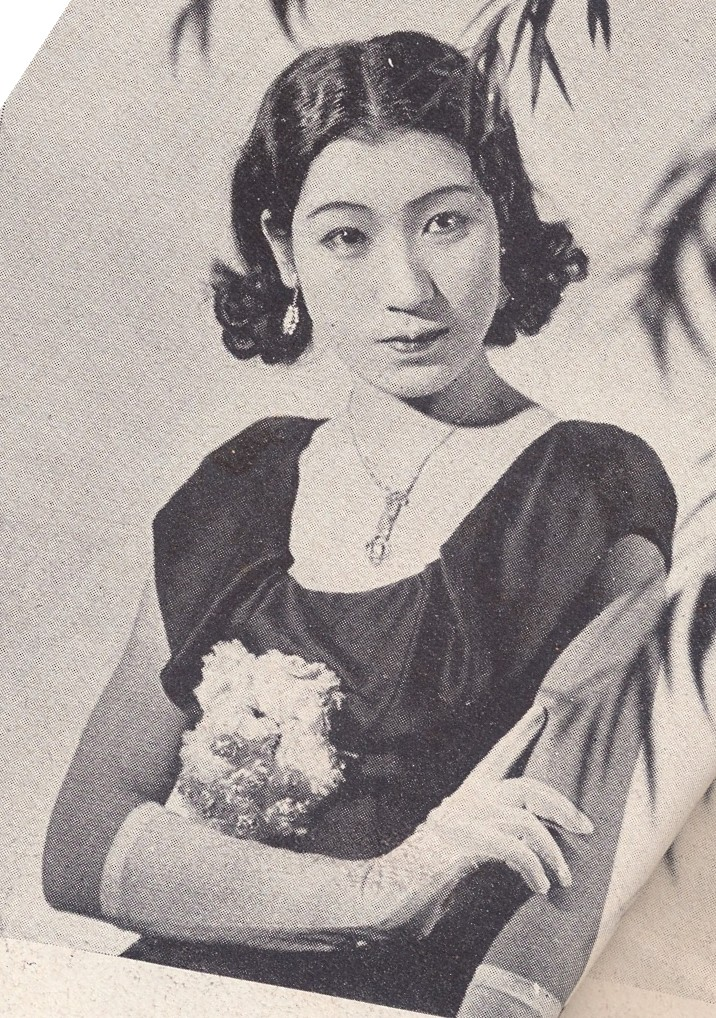
山路ふみ子／12月6日没

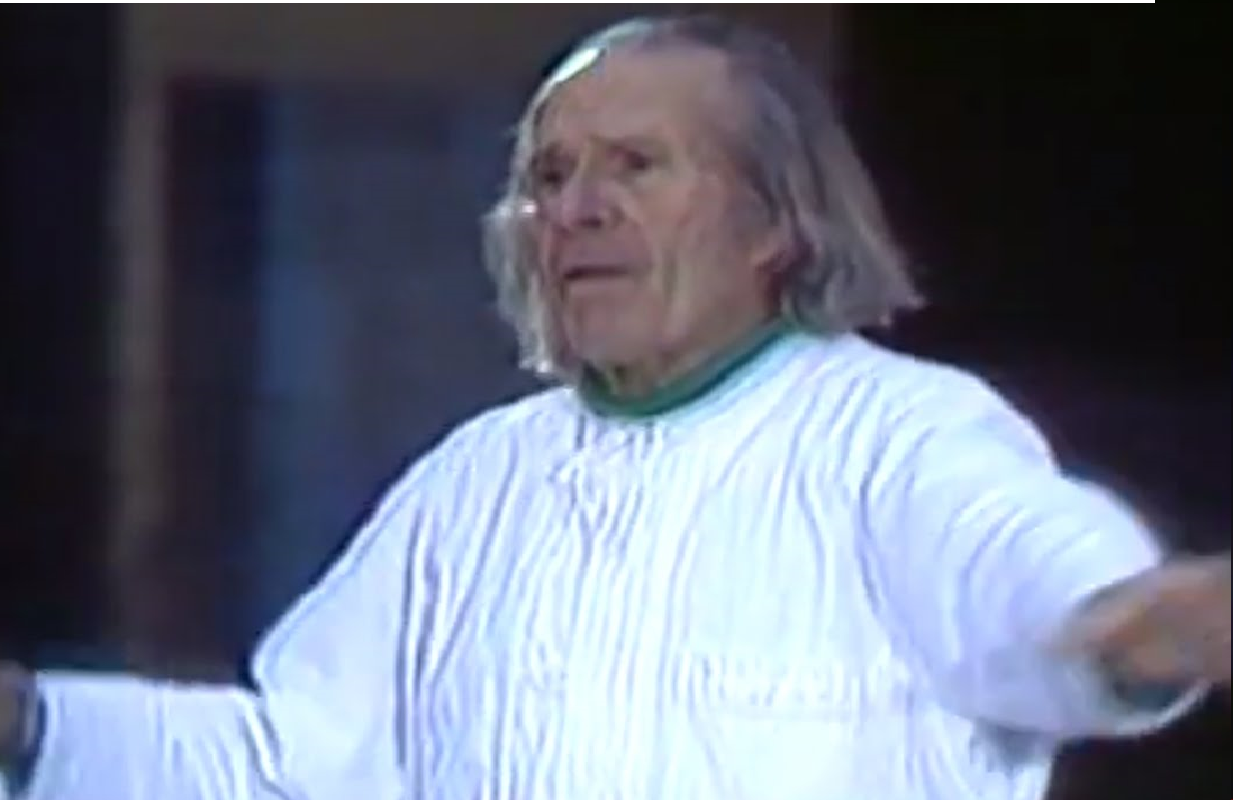
フレデリック・フェネル／12月7日没

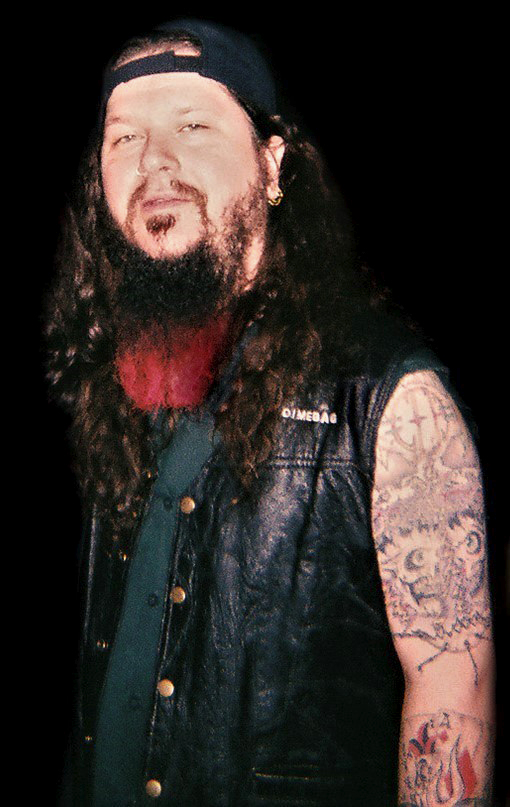
ダイムバッグ・ダレル／12月8日没

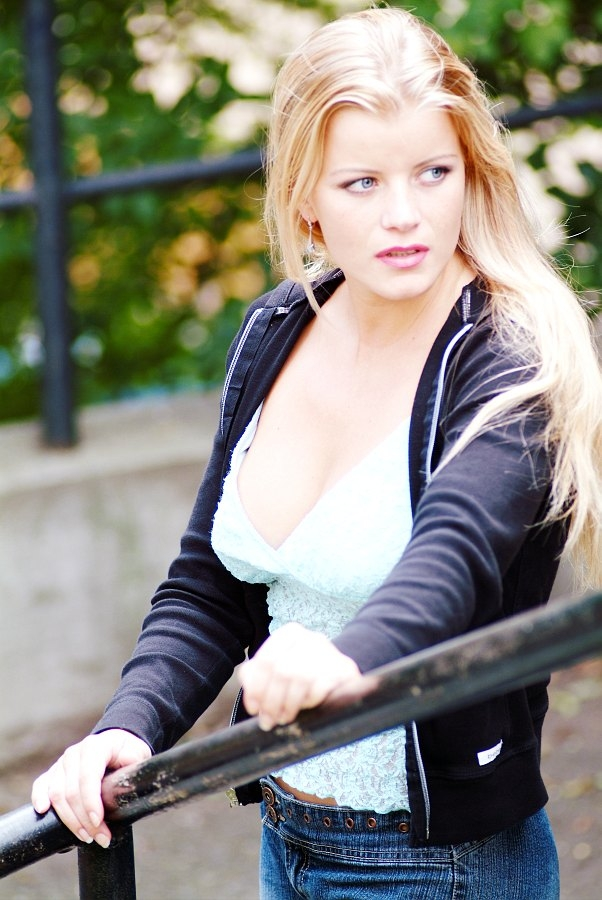
リア・デ・メイ／12月9日没

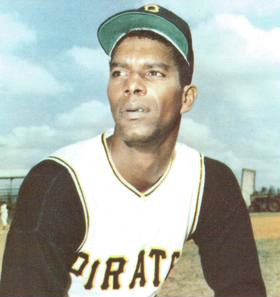
アンディ・ロジャース／12月13日没

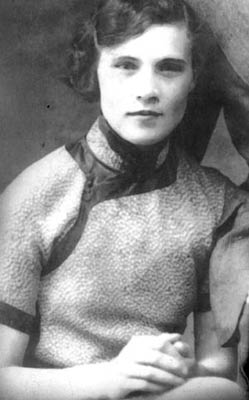
蔣方良／12月15日没

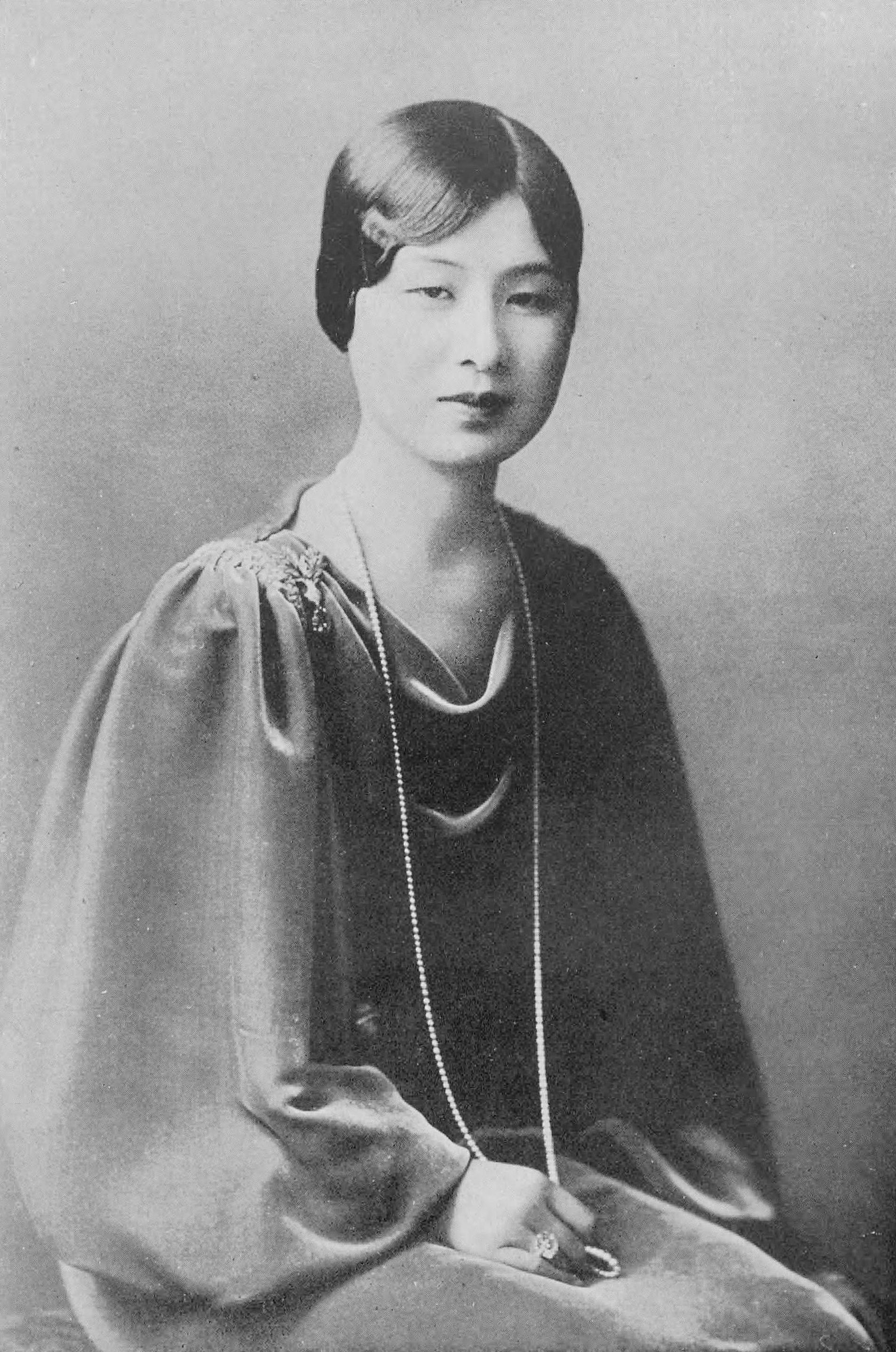
宣仁親王妃喜久子／12月18日没

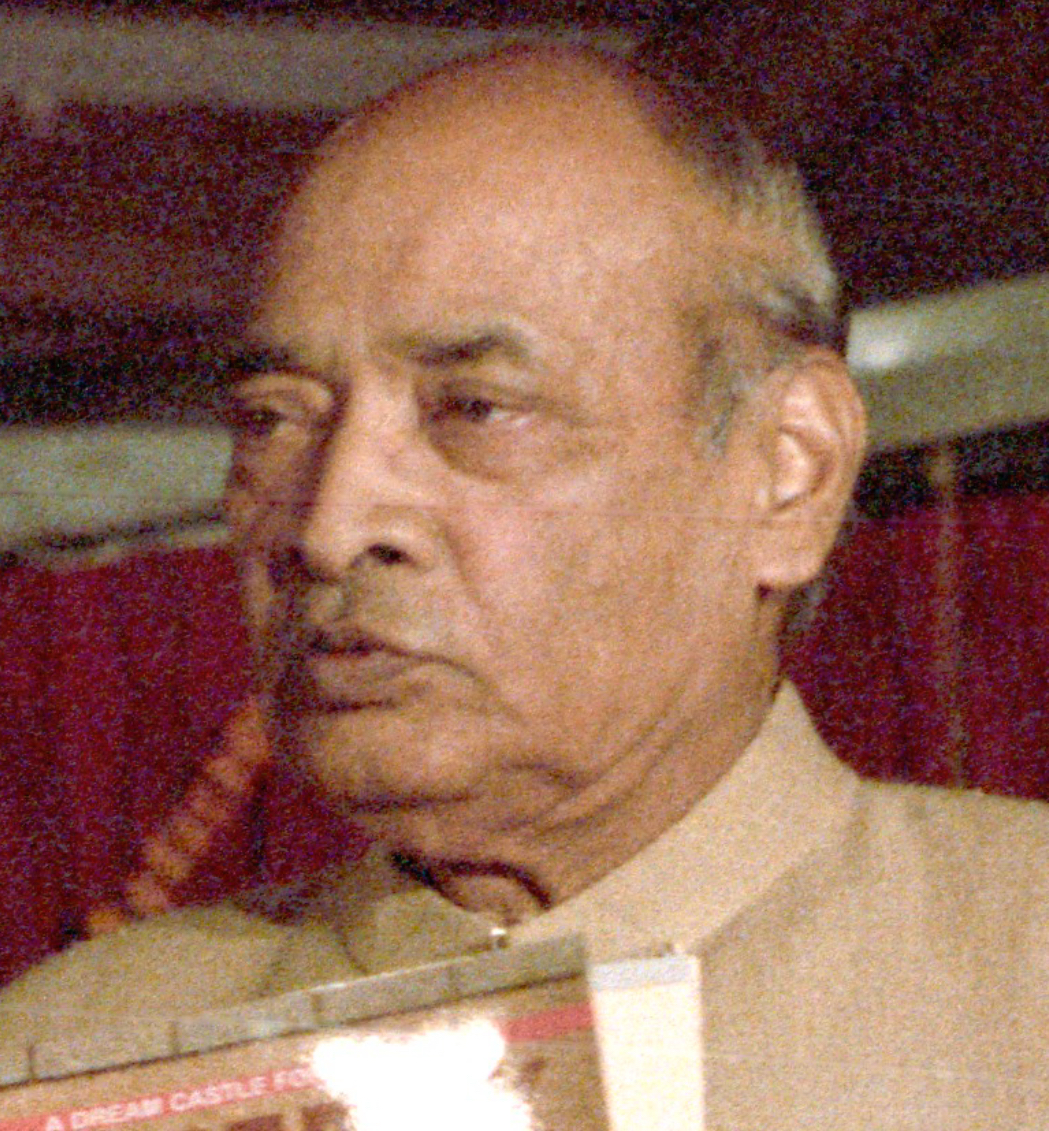
ナラシマ・ラオ／12月23日没

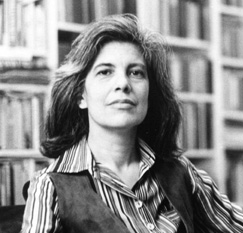
スーザン・ソンタグ／12月28日没

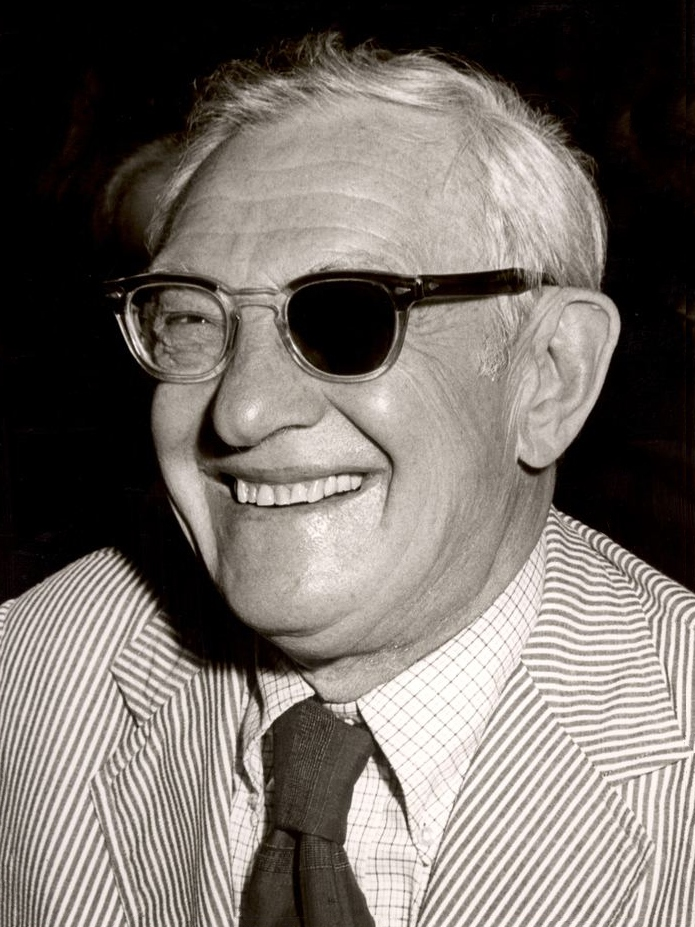
ジュリアス・アクセルロッド／12月29日没

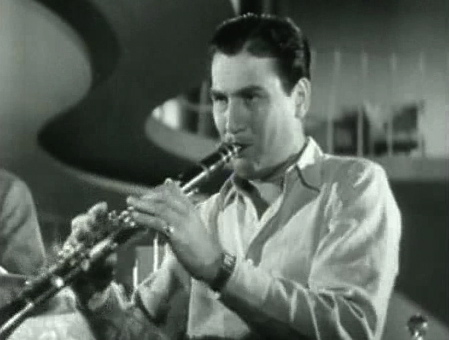
アーティ・ショウ／12月30日没

## （1日 - 15日）
- 12月2日 - アリシア・マルコワ、バレエダンサー（* 1910年）
- 12月4日 - 本田靖春、ジャーナリスト（* 1933年）
- 12月6日 - 山路ふみ子、女優（* 1912年）
- 12月7日 - フレデリック・フェネル、指揮者（* 1914年）
- 12月8日 - ダイムバッグ・ダレル、ミュージシャン（元パンテラ、元ダメージプラン）（* 1966年）
- 12月9日 - リア・デ・メイ、ポルノ女優（* 1976年）
- 12月10日 - 徳永街子、女優（* 1934年）
- 12月13日 - アンディ・ロジャース、元プロ野球選手（* 1934年）
- 12月15日 - 蔣方良、蔣経国元総統夫人（* 1916年）

## （16日 - 31日）
- 12月17日 - 辻本俊夫、作詞家・川柳作家（* 1921年）
- 12月18日 - 宣仁親王妃喜久子、高松宮宣仁親王妃・徳川慶喜の孫（* 1911年）
- 12月19日 - レナータ・テバルディ、ソプラノ歌手（* 1922年）
- 12月21日 - 今西祐行、児童文学作家（* 1923年）
- 12月22日 - リーガル天才、漫才師（*1924年）
- 12月22日 - 光岡明、小説家（* 1932年）
- 12月22日 - 鈴木徹、元プロ野球選手（* 1936年）
- 12月22日 - ダグ・オルト、プロ野球選手（* 1950年）
- 12月23日 - ナラシマ・ラオ、インドの首相（* 1921年）
- 12月26日 - 石垣りん、詩人（* 1920年）
- 12月26日 - レジー・ホワイト、アメリカンフットボール選手（* 1961年）
- 12月26日 - プム・ジェンセン、タイ国王ラーマ9世の孫（* 1983年）
- 12月28日 - 今村泰二、動物学者・ミズダニ研究の世界的権威（* 1913年）
- 12月28日 - スーザン・ソンタグ、エッセイスト・作家（* 1933年）
- 12月29日 - ジュリアス・アクセルロッド、生化学者（*1912年）
- 12月30日 - アーティ・ショウ、クラリネット奏者（* 1910年）
- 12月30日 - 加藤正夫、囲碁棋士（* 1947年）